# Eublemma rufolineata
Eublemma rufolineata is een vlinder van de familie van de spinneruilen (Erebidae). De wetenschappelijke naam van deze soort is voor het eerst voorgesteld door George Francis Hampson in een publicatie uit 1918.
De soort komt voor op de Louisiaden.